# تاریخ فیلیپین

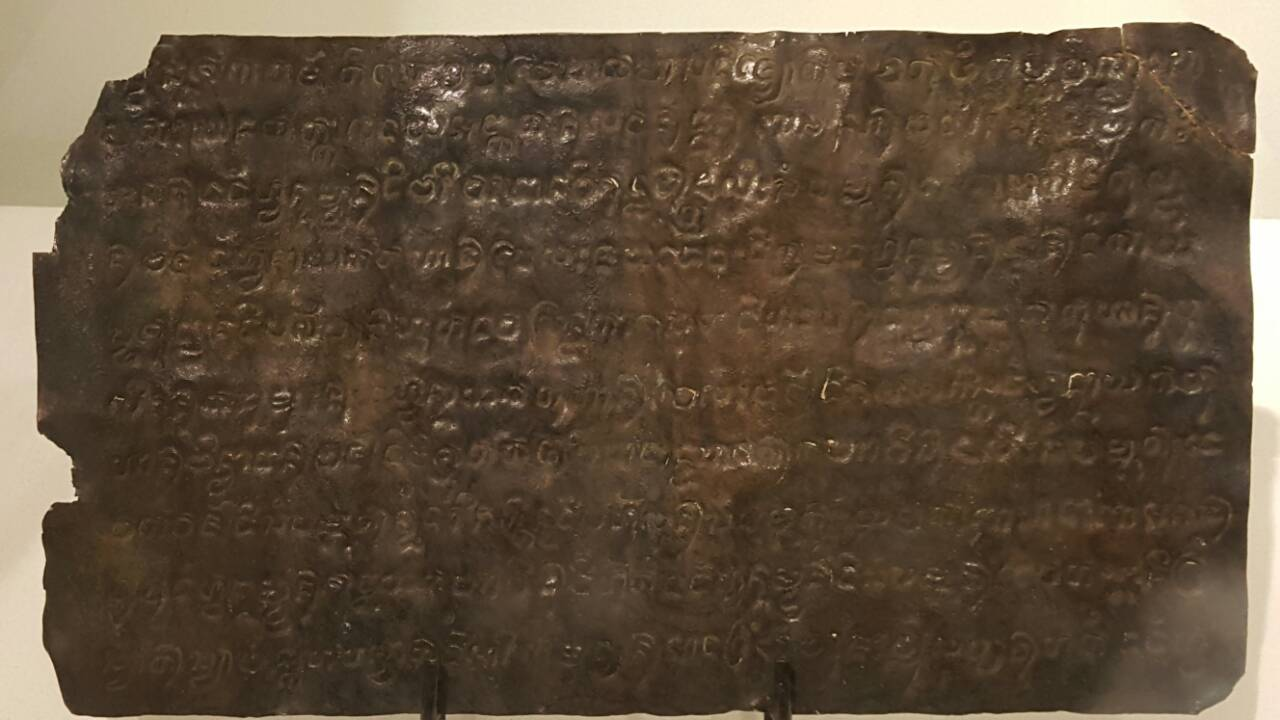
کتیبه مسی لاگونا، قدیمی‌ترین سابقه تاریخی شناخته شده در فیلیپین

اعتقاد بر این است که تاریخ فیلیپین با ورود انسانهای نخستین با استفاده از قایق یا الوار دست کم ۶۷۰۰۰ سال پیش، همانگونه که اکتشافات سال ۲۰۰۷ انسان لوزونی را پیشنهاد کرده بود، آغاز شده‌است. گروه‌های نگریتو اولین ساکنانی بودند که در فیلیپین ماقبل تاریخ ساکن شدند. پس از آن، گروه‌های مردمان آسترونزیایی بعداً به جزایر مهاجرت کردند.
محققان عموماً معتقدند که این گروه‌های اجتماعی سرانجام با درجه‌های مختلفی از تخصص اقتصادی، طبقه‌بندی اجتماعی و سازمان سیاسی، در شهرک‌ها یا شهرهای مختلفی گسترش یافتند. برخی از این شهرک‌ها (عمدتاً در مناطق واقع در رودخانه‌های مهم) به چنان مقیاس پیچیدگی اجتماعی دست یافته‌اند که برخی از محققان بر این باورند که باید آنها را به عنوان ایالات اولیه در نظر بگیرند که شامل پیشینیان مراکز جمعیتی امروزی مانند مانیلا، تاندو، پنگاسینان، سبو، پانای، بوهول، بووتان، کوتاباتو، لانائو و سولو و همچنین برخی از شهرهای مانند ما-آی است که محل احتمالی آنها هنوز هم بین دانشمندان مورد بحث است.
فیلیپین در سال‌های پیش از میلاد یکی از مراکز بازرگانی در منطقهٔ جنوب شرقی آسیا بود. نخستین اروپاییانی که به این جزایر آمدند، همراهان فردیناند ماژلان کاشف معروف بودند که در سال ۹۰۰ش ـ ۱۵۲۱م به همراه او این جزیره را کشف کرده و پای به این سرزمین نهادند.
در جنگ بین آمریکا و اسپانیا مستعمره آمریکا گشت و سپس در جنگ جهانی دوم به تصرف ژاپن درآمد و در سال ۱۹۴۶ در حالی که مانیل ویرانه‌ای بیش نبود، حکومت جمهوری در این کشور به‌وجود آمد. حضور پرقدرت آمریکا تأثیری عمیق بر جامعه فیلیپین نهاده‌است به‌طوری‌که این جامعه هم‌اکنون تلفیقی از فرهنگ آسیایی و کاتولیک اسپانیایی و سرمایه‌داری آمریکایی است.

## پیش از تاریخ

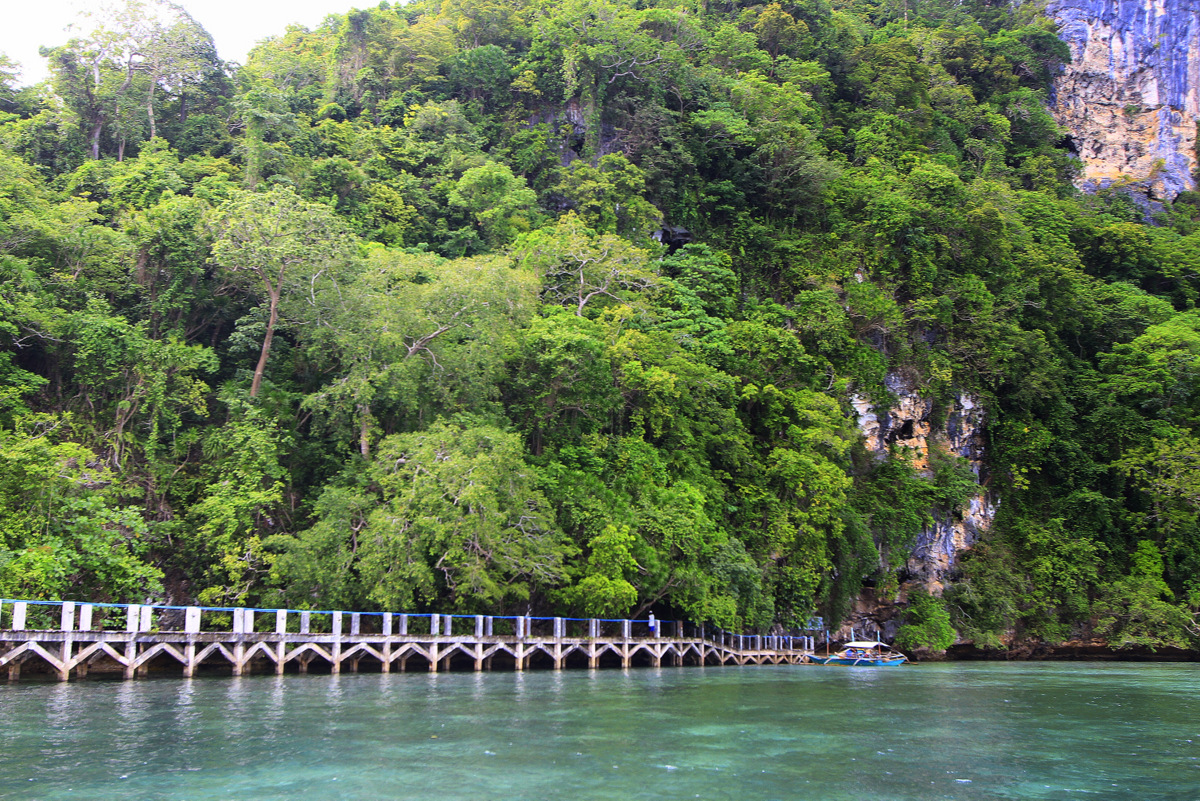
ایستگاه اسکله و ورودی به سایت مجتمع غار تابون در پالاوان که یکی از قدیمی‌ترین آثار باقیمانده بشر واقع شده‌است.

کشف وسایل سنگی در سال ۲۰۱۸ و فسیل سنگهای بقایای حیوانات اهلی شده در ریزال، کالینگا شواهدی از هومینین‌های اولیه در کشور را به ۷۰۹۰۰۰ سال عقب رانده‌است. هنوز اولین شواهد باستان‌شناسی برای انسان در مجمع الجزایر، ۶۷۰۰۰ ساله انسان لوزونی کاگایان و آنگونو پتروگلیف‌ها در ریزال است که هر دو به نظر می‌رسد وجود شهرک‌های انسانی را قبل از ورود نگریتوس و اتریشونی نشان می‌دهد. ادامه حفاری‌ها در غار کالوآ، موجب کشف ۱۲ استخوان از سه فرد هومینین که به عنوان گونه جدیدی به نام Homo luzonensis شناسایی شده بودند، گردید.

### استعمار اروپایی در فیلیپین
روزنامه‌نگار آلن رابلس اظهار داشت: ایجاد فیلیپین توسط استعمارگران صورت گرفت، فرهنگ سیاسی آن را شکل داد و همچنان بر روی اندیشه آن‌ها تأثیر گذاشت. این کشور قریب به ۳۳۳ سال تحت سطله اسپانیا و نزدیک به پنج دهه قاطعانه در زیر حاکمیت ایالات متحده آمریکا، فیلیپین شکل گرفت. از نظر انسان‌شناسی همگرایی پراسپرو، «تفکر، فرهنگ و روان‌شناسی ما درحالیکه در واقع آسیایی بودیم عملاً غربی شد».
در سده ۱۵ میلادی کمبود فلفل در اروپا به یک مشکل بدل شد و فقط پادشاهی ونیز می‌توانست آن را از طریق مدیترانه وارد کند. پس اسپانیا و پرتغال برای دستیابی به منبع فلفل در هند به راه افتادند. برای جلوگیری از جنگ بین دو کشور کاتولیک کلیسا زمین را به دو قسمت تقسیم کرد که هرچه اسپانیا پیدا کرد در سمت غرب متعلق به پادشاهی اسپانیا و از سمت شرق هر سرزمینی که پیدا شد متعلق به پرتغال است. تصور نادرست پرتغالی‌ها از زمین باعث شد زمانی زیادی وقت صرف شود تا بتوانند دریابند پایین قاره آفریقا ادامه دارد ولی اسپانیا به گرد بودن زمین معتقد بود و می‌گفت ما طی ۶ماه به هند دست پیدا می‌کنیم.

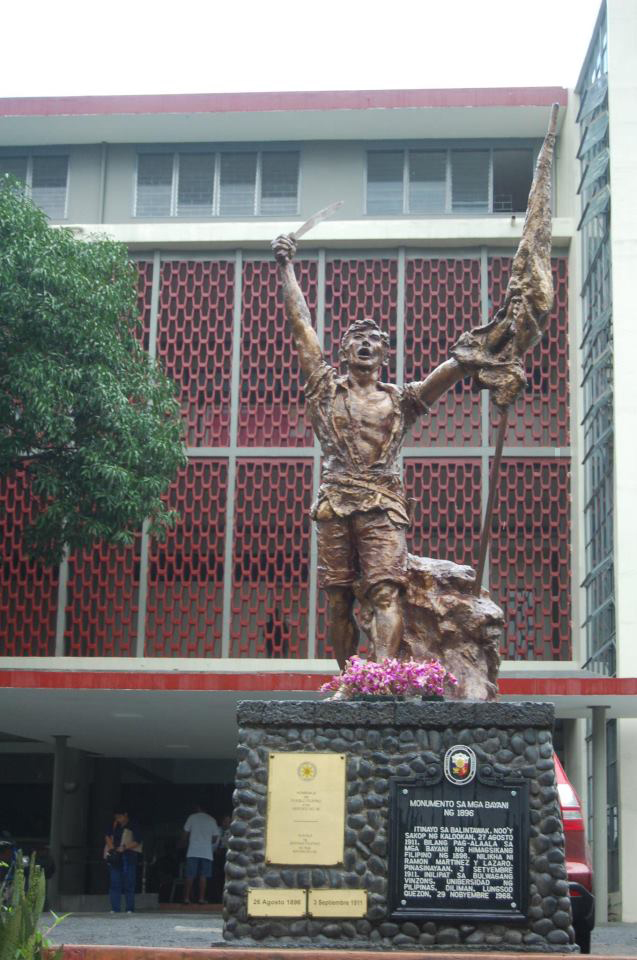
یادمان انقلاب ۱۸۹۶ در دانشگاهی دیلیمان فیلیپین.

## انقلاب فیلیپین

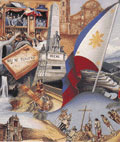
پرتره انقلاب استقلال فیلیپین

انقلاب توسط مردم فیلیپین بود که با جنگهایی با نیروهای استعمارگر اسپانیا همراه بود.
انقلاب فیلیپین در ماه اوت سال ۱۸۹۶ اتفاق افتاد؛ وقتی که مقامات اسپانیایی سازمان مخفی ضد استعماری با نام کاتیپونان را کشف کردند. کاتیپونانبه رهبری آندرس بونیفاسیو یک جنبش آزادیخواهانه بود که هدفش استقلال از اسپانیا از طریق جنگ مسلحانه بود. دامنه نفوذ این سازمان به سراسر فیلیپین گسترش یافت. طی اجتماع بزرگی که در کالوکان تشکیل شد، رهبران کاتیپونان سازمان خود را به یک دولت انقلابی به نام دولت تازه تأسیس "Haring Bayang Katagalugan" نام نهادند و در سراسر کشور اعلام جنگ مسلحانه نمودند. بونیفاسو مردم را برای حمله در شهر مانیل فراخوانی کرد. این حمله شکست خورد؛ اما استان‌های اطراف شروع به شورش کردند. به خصوص، شورشیان در کاویته به رهبری ماریانو آلوارز و امیلیو اگوینلدو (که از دو جناح مختلف از کتیپونن بودند) پیروزی‌هایی کسب کردند. مبارزه قدرت در میان گروه انقلابیون منجر به مرگ بونیفاسیو در سال ۱۸۹۷ شد که پس از آن فرماندهی قیامها به اگوینلدو رسید. اگوینلدو بعدها پیمانی برای کاهش خشونت امضا کرد و خودخواسته خود خود را به هنگ کنگ تبعید کرد اما این جنگ هرگز به‌طور کامل متوقف شد.
در سال ۱۸۹۸ جنگ بین اسپانیا و آمریکا در خلیج مانیل رخ داد که موجب تسلط آمریکا بر مانیل شد. بعدها آگوینلدو به‌طور غیررسمی در شورش‌هایش علیه اسپانیایی‌ها در کنار آمریکا قرار گرفت. در ۱۲ ژوئن ۱۸۹۸ اگوینلدو اعلامیه استقلال فیلیپین را صادر کرد. اگر چه این اعلان به معنی اعلام پایان انقلاب بود اما نه اسپانیا و نه آمریکا استقلال فیلیپین را نپذیرفتند.

## جنگ جهانی دوم

### نبرد فیلیپین
اشاره به اشغال فیلیپین توسط ژاپن در ۴۲–۱۹۴۱ و دفاع از جزایر فیلیپین توسط نیروهای مسلح فیلیپینی و نیروهای ایالات متحده آمریکا دارد. تعداد نیروهای مدافع فیلیپین در حدود دو یا سه برابر مهاجمان ژاپنی بود، اما این نیروها ترکیب شده بود از نیروهای غیر ارتشی، گارد ملی، نیروهای شهربانی و نیروهای مشترک‌المنافع که به تازگی ایجاد شده بود. ژاپن در این نبرد از بهترین افراد ارتشی خود در خط اول جبهه استفاده کرد.
در دوم ماه ژانویه ۱۹۴۲ پایتخت فیلیپین، مانیل به اشغال نیروهای ژاپنی درآمد.